# لورا سيلفرمان
لورا سيلفرمان (بالإنجليزية: Laura Silverman)‏ هي كاتبة سيناريو وممثلة أمريكية، ولدت في 10 يونيو 1966 في بدفورد ‏ في الولايات المتحدة.

## وصلات خارجية
- لورا سيلفرمان على موقع IMDb (الإنجليزية)
- لورا سيلفرمان على موقع روتن توميتوز (الإنجليزية)
- لورا سيلفرمان على موقع ميوزك برينز (الإنجليزية)
- لورا سيلفرمان على موقع إن إن دي بي (الإنجليزية)
- لورا سيلفرمان على موقع ديسكوغز (الإنجليزية)
- لورا سيلفرمان على موقع قاعدة بيانات الفيلم (الإنجليزية)